# Bregenz Handball
Maillots
Le Bregenz Handball est un club de handball, situé à Brégence en Autriche. Le club évolue en Championnat d'Autriche.

## Palmarès
- Championnat d'Autriche (9) : 2001, 2002, 2004, 2005, 2006, 2007, 2008, 2009, 2010
  - Deuxième en 2011, 2015 et 2016
- Coupe d'Autriche (4) : 2000, 2002, 2003, 2006
  - Finaliste en 2015 et 2019

## Personnalités liées au club

### Entraîneurs
- Markus Burger : depuis 2019
- Jörg Lützelberger : de 2017 à 2019
- Robert Hedin : de 2014 à 2017
- Geir Sveinsson : de 2012 à 2014
- Martin Liptak : de 2008 à 2012
- Zdravko Medic : de 2007 à 2008
- Dagur Sigurðsson : de 2003 à 2007
- Bruno Gudelj : de 1999 à 2003
- Holger Schneider : de 1998 à 1999

### Joueurs
- Risto Arnaudovski : joueur de 2011 à 2012
- Bruno Gudelj : entraineur-joueur de 1999 à 2003
- Espen Lie Hansen : joueur de 2015 à 2016
- Nikola Marinovic : joueur de 2005 à 2009
- Lucas Mayer : joueur de 2006 à 2017
- Fabian Posch : joueur de 2006 à 2011
- Roland Schlinger : joueur de 2002 à 2006 puis de 2007 à 2010
- Dagur Sigurðsson : entraineur-joueur de 2003 à 2007
- Markus Wagesreiter : joueur de 2010 à 2012